# Blitz Vega
Blitz Vega — американський рок гурт, створений у 2019 році.

## Історія
16 квітня 2019 року гурт дебютував зі своїм першим синглом «Hey Christo». Buzz Bands LA описав його як «річ, що походить із генеалогічного дерева гуртів Primal Scream, Kasabian, Black Rebel Motorcycle Club».
У квітні 2019 року гурт Blitz Vega записав концертний мініальбом в рекординговій студії Abbey Road Studios. На підтримку мініальбому гурт брав участь у 9-й серії телешоу Red Stripe Presents: This Feeling TV, з Лаурою Вітмор (Laura Whitmore) і Гордоном Смартом (Gordon Smart).
24 липня 2019 року гурт Blitz Vega відіграв свій дебютний концерт в The House Of Machines у мистецькому районі Лос-Анджелеса.
20 вересня 2019 року гурт випустив сингл, «Lost & Found».
На Хелловін, 30 жовтня 2019 року, гурт випустив сингл «LA Vampire».
17 листопада 2022 року гурт випустив черговий сингл, «Strong Forever». У записі синглу був участь запрошений гітарист Джонні Марр (колишній учасник гурту The Smiths). Випуск цього синглу приніс із собою публікацію нової статті про гурт в журналі Rolling Stone.

## Учасники гурту
- Енді Рурк (Andy Rourke) — бас (учасник гурту The Smiths),
- Кав Сандху (Kav Sandhu) — гітара, головний вокал (учасник гурту Happy Mondays),
- Крейг Ерікссон (Craig Eriksson)[10] — барабани,
- Грег Гент (Greg Gent) — гітара, бек-вокал,

- Аса Браун (Asa Brown) — клавішні, бек-вокал,

- Том Арізменді (Tom Arizmendi) — гітара, бек-вокал.

## Дискографія
Сингли
- "Hey Christo"[1] (16 квітня, 2019)
- "Lost & Found"[6] (20 вересня, 2019)
- "LA Vampire"[7] (30 жовтня, 2019)
- "Strong Forever"[8] (17 листопада, 2022)

## Соціальні мережі
- Instagram : @blitzvega[11]
- Facebook : BlitzVegamusic[12]
- Twitter : @BlitzVegamusic[13]